# ارنستو هوراسیو کرسپو
ارنستو هوراسیو کرسپو (زاده ۸ دسامبر ۱۹۲۹ - درگذشته ۶ مارس ۲۰۱۹)    سرتیپ آرژانتینی (سپهبد) و رئیس سابق ستاد نیروی هوایی آرژانتین بود.

## اوایل زندگی
در سال ۱۹۸۲، کرسپو، که در آن زمان فرمانده تیپ چهارم نیروی هوایی بود، دستور ایجاد، استقرار و فرماندهی نیروی هوایی جنوب را گرفت ( اسپانیایی: Fuerza Aérea Sur‎) سازمان نظامی که هر دو واحد هوایی نیروی هوایی و نیروی دریایی آرژانتین را که بعداً در جنگ فالکلند شرکت کردند، کنترل می کند.
او از سال ۱۹۸۹ تا ۱۹۸۵ به عنوان رئیس ستاد نیروی هوایی تحت ریاست رائول آلفونسین فعالیت کرد. در طول درگیری کاراپینتاداس در ارتش آرژانتین ، نیروی هوایی تحت فرمان او در دفاع از دولت دموکراتیک ایستاد. 
در طول ماموریت او، برنامه کندور به طور علنی فاش شد، که بعداً در اوایل دهه ۱۹۹۰ در دوران ریاست جمهوری کارلوس منم به دلیل فشارهای سیاسی از جانب ایالات متحده متوقف شد. 

## مرگ
کرسپو در ۶ مارس ۲۰۱۹ در سن ۸۹ سالگی درگذشت.  